# Амарлу
Амарлу (перс. عمارلو) — бахш в Ірані, в шагрестані Рудбар остану Ґілян. За даними перепису 2006 року, його населення становило 7970 осіб, які проживали у складі 2350 сімей.

## Дегестани
До складу бахша входять такі дегестани:
- Джіранде
- Калішам